# بوسه (کلیمت)
بوسه (Der Kuss) اثری از گوستاو کلیمت (۱۸۶۲–۱۹۱۸ میلادی)، نقاش نمادگرای اتریشی است که بی شک، از مشهورترین کارهایش به‌شمار می‌رود. اصل این نقاشی، هم اکنون، در یکی از گالری‌های قصر بلویدیر در شهر وین نگهداری می‌شود.
این نقاشی زن و مردی را که از نمادهای گوناگون و طلا پوشیده شده‌اند، نشان می‌دهد که در پس زمینه‌ای آرام و یکنواخت، یکدیگر را می‌بوسند. مرد خم شده‌است تا زن را در حالی روی بستری از گل زانو زده‌است ببوسد در حالی که به نظر می‌آید زن بیشتر پذیرای بوسه باشد، به جای این که فعالانه در آن شرکت کند. بخشی از طلایی که برای پوشش مرد استفاده شده‌است، از اشکالی سیاه و سفید و مستطیلی شکل تشکیل شده در حالی که لباس زن با گلهایی رنگارنگ نقطه چین شده‌است.
برداشتهای گوناگونی از این اثر تاکنون شده‌است:
- این پوشش طلاکاری شده و پس زمینه‌ای نامشخص مفهوم زمان‌گریز بودن را القا می‌کند و اینکه چگونه یک بوسه، یکی شدن را باعث می‌شود.
- نشان می‌دهد که چقدر همه چیز درخشان، زیبا و طلایی است وقتی که کسی را برای اولین بار می‌بوسید.
- مرد در بوسه غرق شده‌است (بی‌چهره و بی‌هویت)، در حالی که زن صورتش را برای کناره‌گیری و دوری از بوسه چرخانده‌است.
- زن خود را تسلیم مرد کرده‌است در حالی که لحظه اوج لذت جنسی را تجربه می‌کند.

در مورد این اثر حدس‌هایی وجود دارد مبنی بر اینکه کِلیمت از معشوقه‌اش، امیلی فلاگ در خلق این شاهکار به عنوان مدل استفاده کرده‌است.